# الغرياني
الغرياني هي إحدى القرى الحدودية بالجنوب التونسي وتوجد على الطريق الرابطة بين مدينتي الصمار وبن قردان. وتتبع إداريا معتمدية الصمار من ولاية تطاوين.
1. ↑  "المناطق الترابية (العمادات) حسب الولايات والمعتمديات". اطلع عليه بتاريخ 2024-11-30.